# Constance Wibaut
Constance Henriëtte Wibaut (* 11. März 1920 in Amsterdam; † 27. Januar 2014 ebenda) war eine niederländische Modeillustratorin, Lehrerin, Modejournalistin, Illustratorin und Bildhauerin.

## Leben

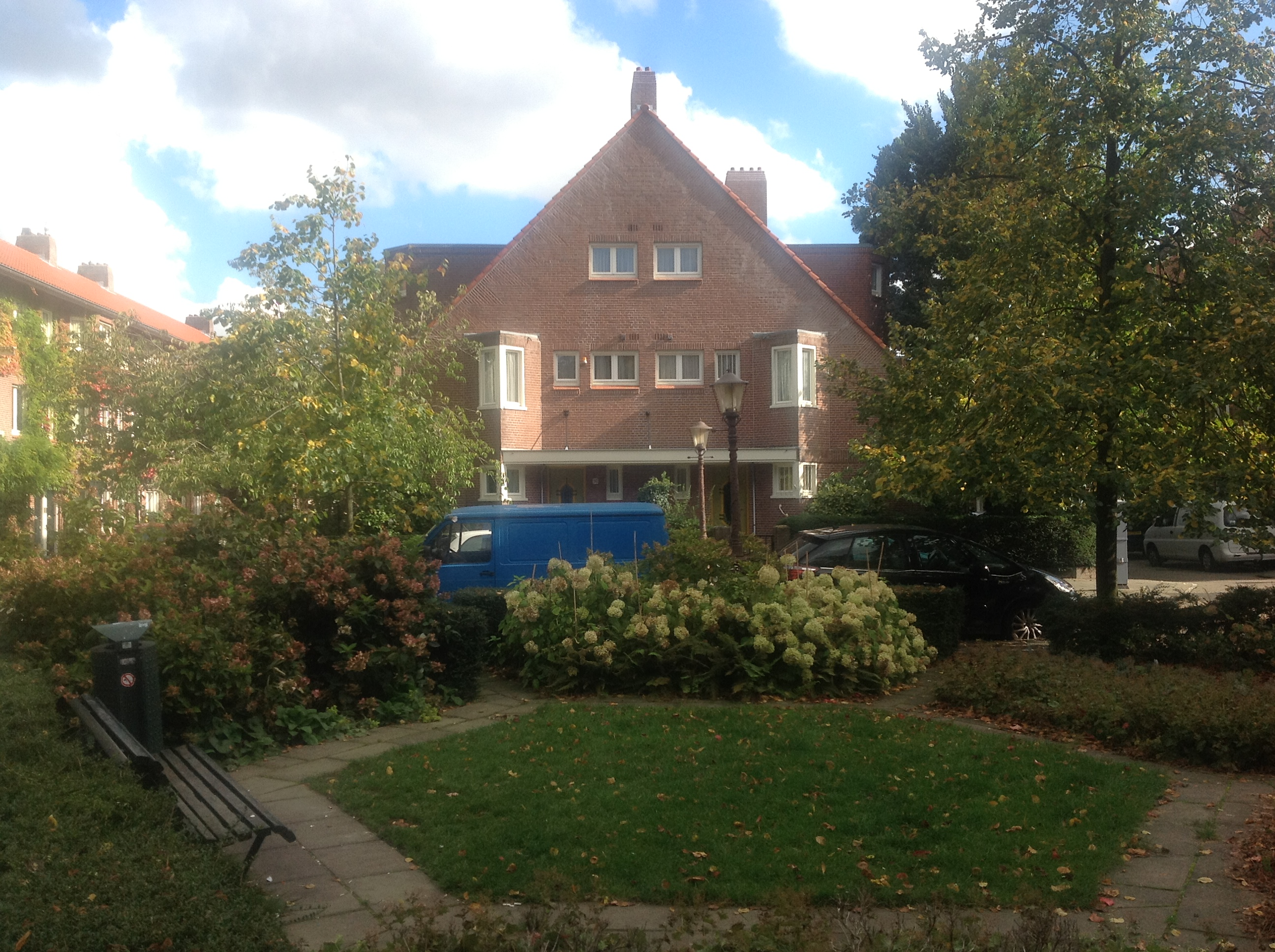
Harmoniehof 68, Amsterdam

Constance Wibaut wurde in Amsterdam geboren. Ihre Eltern waren der Professor für Chemie Johan Pieter Wibaut (1886–1967) und die Biologin Neeltje Louwrina Isebree Moens (1884–1965). Sie wuchs in einem fortschrittlichen Familienumfeld auf, da ihre Eltern die gleichen Ideen vertraten wie ihre Großeltern, der SDAP-Politiker Floor Wibaut und die Feministin Mathilde Wibaut-van Berlekom. Sie verbrachte ihre Kindheit mit zwei älteren Schwestern und ihrer Zwillingsschwester Jet in einer kleinen Villa im Harmoniehof 68, einem Wohnkomplex der Amsterdamer genossenschaftlichen Wohnungsbaugesellschaft „Samenwerking“ im Amsterdamer Süden. Sie besuchte die Montessori-Schule und anschließend das Amsterdamer Lyzeum. Nach dem Abitur im Jahr 1938 entschloss sie sich, Bildhauerin zu werden. Zur Vorbereitung auf die Aufnahmeprüfung an der Rijksakademie van beeldende kunsten besuchte sie von 1938 bis 1940 die Nieuwe Kunstschool in Amsterdam mit Unterricht in Figurenzeichnen, Anatomie und Bildhauerei bei Jan Havermans und Kostümzeichnen, Design und Modeillustration bei Helen Ernst. Sie studierte im Anschluss von 1940 bis 1945 an der Rijksakademie van beeldende kunsten bei Jan Bronner und lernte bei Annie Reder das Zeichnen und Schneiden von Mustern und praktische Haute-Couture-Techniken.
Nach dem Krieg heiratete sie am 8. Mai 1946 in Amsterdam den Porträtmaler Willem Kouwer Boomkenson, den sie im Studium kennengelernt hatte. 1946 und 1947 verbrachte sie mit ihrem Mann in New York, wo sie mit einem Besuchervisum in der der Botschaft angegliederten niederländischen Bibliothek für wissenschaftliche Dokumentation Gelegenheitsarbeiten machen konnte. Zurückgekehrt in die Niederlande unterrichtete sie von 1948 bis 1950 am Amsterdamer Instituut voor Kunstnijverheidsonderwijs, dem Vorläufer der Gerrit Rietveld Academie. Außerdem hatte sie eine illustrierte Modekolumne bei der Monatszeitschrift Vrij Nederland und entwarf Bühnenbilder und Kostüme für verschiedene Theaterproduktionen, darunter die Haagsche Comedie und Nederlandse Comedie. 1950 ging Constance Wibaut mit ihrem Mann in die USA. Nachdem sie Mitglied der Gewerkschaft United Scenic Artists geworden war, erhielt sie eine Festanstellung als Modeillustratorin im Zeichenstudio der Fachzeitschrift für Mode und die Modeindustrie WWD (Women's Wear Daily) in New York. Von 1951 bis 1952 arbeitete sie als Modezeichnerin im Zeichenatelier für das Kaufhaus Sackovitz Brothers in Houston und unterrichtete Modeillustration an der University of Houston in Texas.
Im Jahr 1953 kehrte sie in die Niederlande zurück, 1954 wurde Tochter Berenice geboren. Von 1953 bis 1971 war Constance Wibaut Modeillustratorin und später auch Redakteurin der politischen Wochenzeitschrift Elsevier und schuf für die Zeitschrift auch llustrationen zu anderen Themen als Mode. Sie war in den Niederlanden eine der am besten bezahlten Modejournalisten mit ausreichendem Budget für regelmäßige Reisen nach Paris, Florenz und die USA und war eine maßgebliche Person der niederländischen Modewelt. Als der Verleger Elsevier die Frauenzeitschrift Elegance übernahm, zeichnete und schrieb sie auch für diese. Sie war außerdem freiberufliche Modeillustratorin und Korrespondentin für Houston Chronicle und The Daily Telegraph in London und lieferte Bühnen- und Kostümdesigns für verschiedene Theaterstücke und TV-Shows.
Zusätzlich lehrte sie von 1954 bis 1955 Modeillustration an der Koninklijke Academie van Beeldende Kunsten in Den Haag und der Koninklijke Academie voor Kunst en Vormgeving’ in ’s-Hertogenbosch. Von 1957 bis 1985 war sie Dozentin für Kostümgeschichte, Kostümzeichnung und Szenografie an der Rijksakademie van beeldende kunsten in Amsterdam und zwischen 1969 und 1974 unterrichtete sie Kostüm- und Stilgeschichte an der Amsterdamer Theaterschule. Sie hatte außerdem 1975 und 1978 Gastdozenturen an der Europäischen Kunstakademie Trier sowie von 1991 bis 1992 an der University of Calgary inne. Zwischen 1960 und 1967 war Constance Wibaut „Conseilliere de Mode“ für den Nederlands Economisch Verbond van Confectiefabrikanten (niederländischer Wirtschaftsverband der Bekleidungshersteller)  und Delegierte der Association Internationale des Industries du Vetement Feminin in Paris.
1971 ließ Constance Wibaut sich von Willem Kouwer Boomkens scheiden, beendete ihre Tätigkeit bei Elsevier und widmete sich verstärkt der Bildhauerei und Porträtzeichnerei. Sie lebte und arbeitete im Harmoniehof 37 in Amsterdam, wo sie sich ein Atelier eingerichtet hatte. Ab den 1980er Jahren erhielt sie Aufträge für Büsten prominenter Persönlichkeiten wie Ellen Vogel, Ton Lutz und Bernard Haitink. Sie starb im Januar 2014 in einem Pflegeheim in Amsterdam an einem Hirninfarkt und wurde auf dem Amsterdamer Friedhof Zorgvlied am Amsteldijk neben ihrem Ex-Mann beigesetzt.

## Werk
Constance Wibaut war als Bildhauerin, Illustratorin, Modekünstlerin, Malerin und Zeichnerin künstlerisch tätig. Ihr Werk umfasst Modezeichnungen, Porträtbilder und -büsten. Ihre Monumentalfigur Kostwinner befindet sich in Amsterdam.
1988 erwarb das Kunstmuseum Den Haag das gesamte zeichnerische Œuvre von Constance Wibaut und veranstaltete 1994 eine große Ausstellung ihrer Modezeichnungen, ergänzt durch Original-Couture-Modelle aus ihrer eigenen Sammlung. Darunter befinden sich Illustrationen für Modehäuser der 1950er und 1960er Jahre und Kreationen von Couturiers wie Pierre Cardin, Cristobal Balenciaga und Christian Dior. Im Amsterdam Museum wurde ihren Porträtbildern im Jahr 2000 eine Ausstellung gewidmet.
Ausstellungen (Auswahl):
- 1992: De Nieuwe Kunstschool in Amsterdam 1933 -1943, Stedelijk Museum Amsterdam
- 1994: Constance Wibaut. Einzelausstellung, Kunstmuseum Den Haag
- 2000: Gebeeldhouwde portretten, Einzelausstellung, Amsterdam Museum
- 2005: De Salon 2005, Arti et Amicitiae Amsterdam[4]

Sie war Mitglied der Künstlervereinigung Arti et Amicitiae in Amsterdam und der Stichting Beeldrecht. Für ihre Arbeit erhielt sie unter anderem 1948 den Tetar van Elven-prijs, 1949 den Thérèse Schwartze Prijs für ein Frauenporträt in Ölfarbe  und den Willink van Collenprijs. Sie wurde außerdem zum Ritter des Ordens vom Niederländischen Löwen ernannt.

## Werke im öffentlichen Raum und in Sammlungen (Auswahl)
- 1949/1950: Kostwinner, Großskulptur, Leeuwendalerspad, Amsterdam-West
- 1997: Benno Premsela, Büste, Vorstudie aus Gips, Amsterdam Museum
- 1999: Arie Keppler, Büste, Aldebaranplein, Amsterdam-Noord
- 2006: Els Boon, Gedenktafel,  Netherlands Institute for Advanced Study in the Humanities and Social Sciences (NIAS), Meyboomlaan 1, Wassenaar
- 2007: Dick Bruna, Büste, Centraal Museum Utrecht[5]
- 2012: Florentinus „Floor“ Marinus Wibaut, Büste, Stopera, Waterlooplein 22, Amsterdam
- 2014: Johan Witteveen[6]
- Ed van Thijn, Büste
- Ellen Vogel, Büste
- Ton Lutz, Büste
- Bernard Haitink, Büste

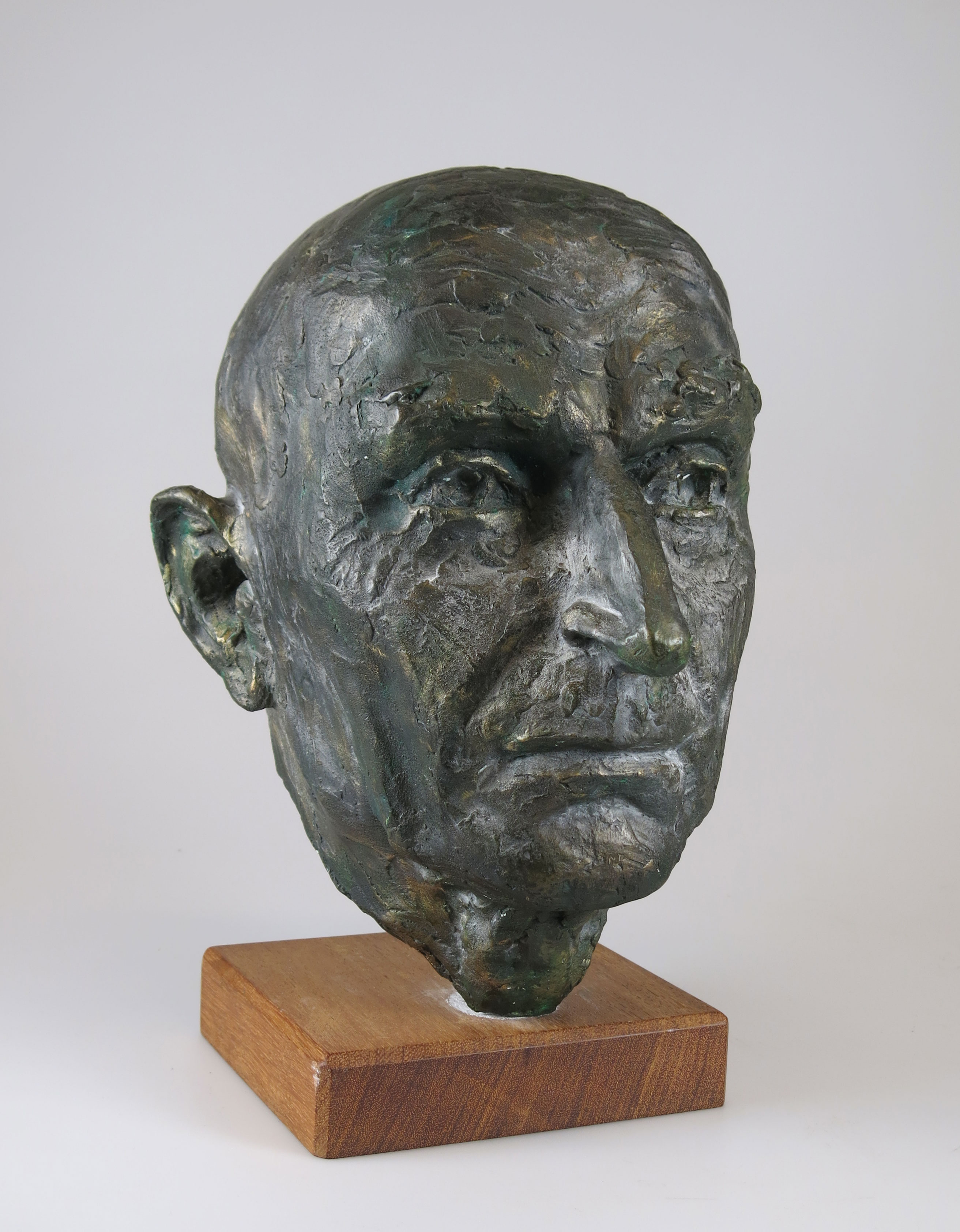
Benno Premsela
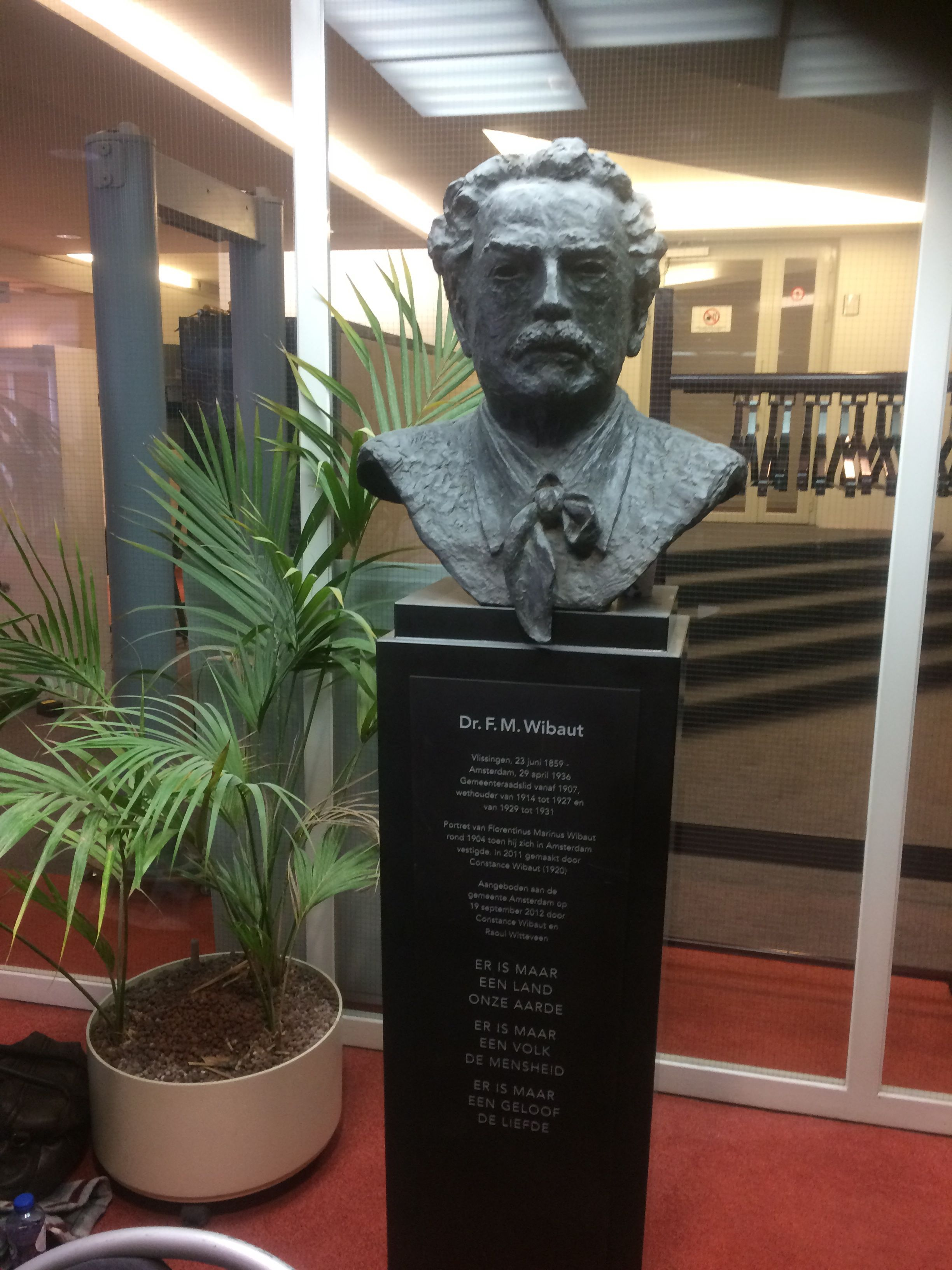
Floor Wibaut
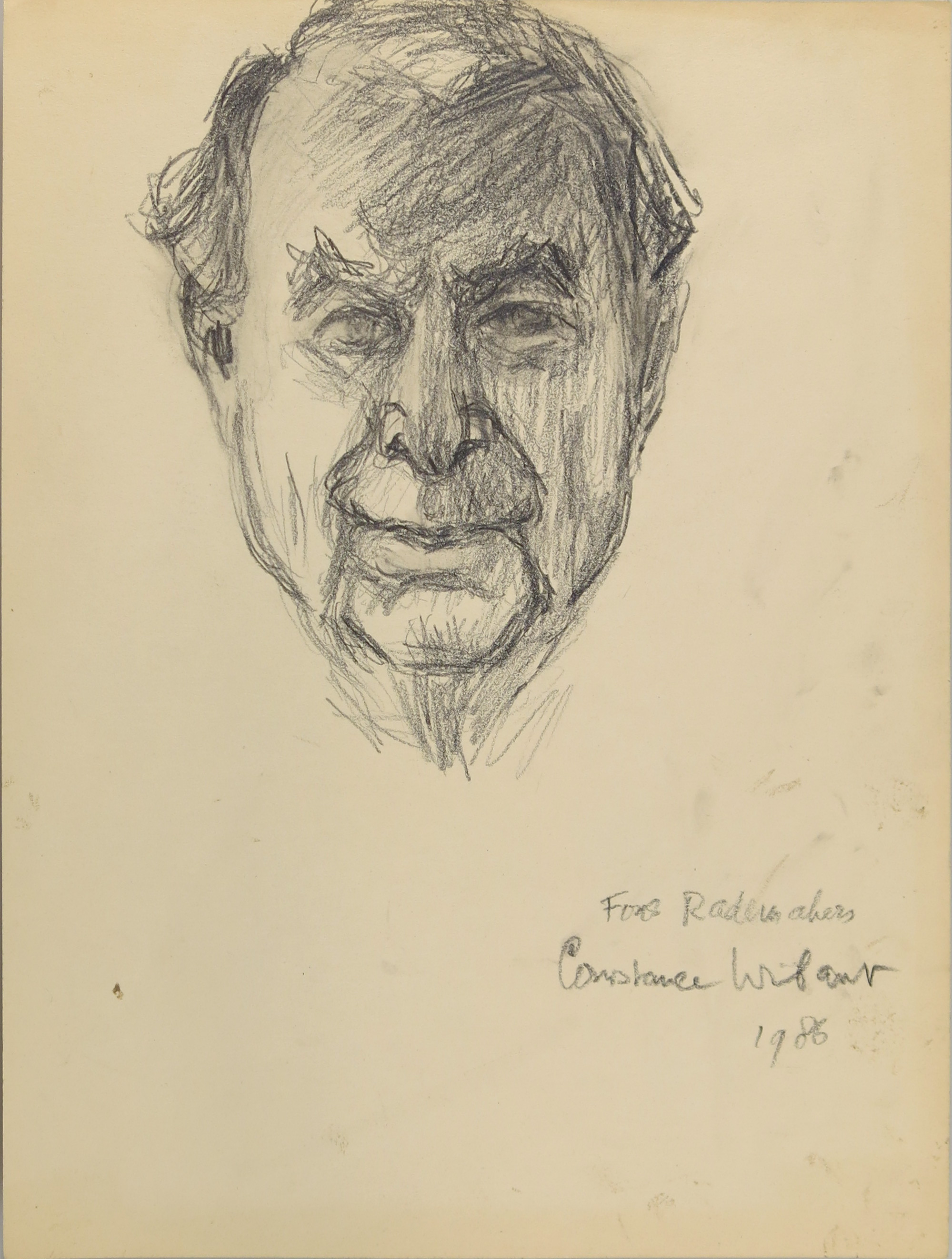
Fons Rademakers
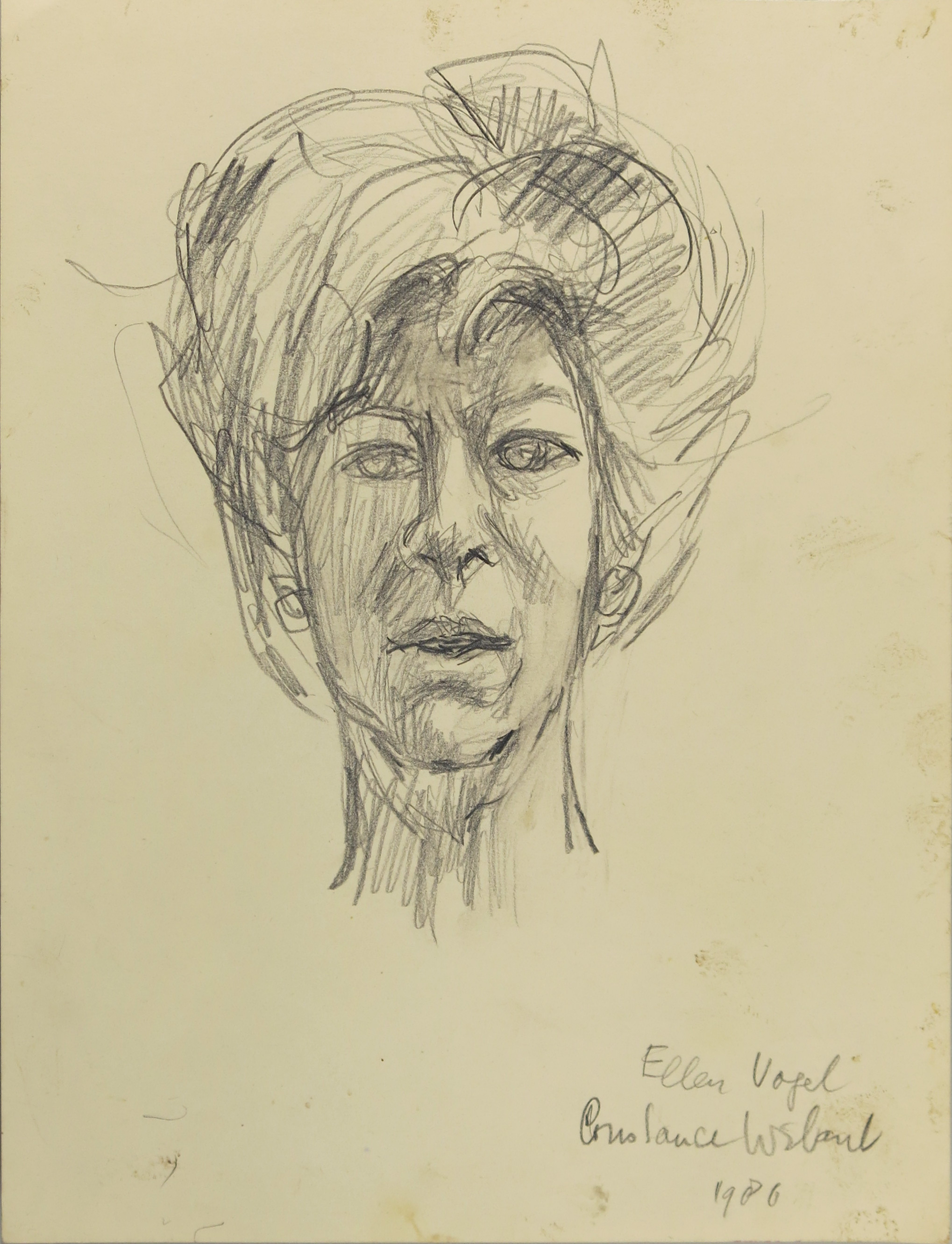
Ellen Vogel
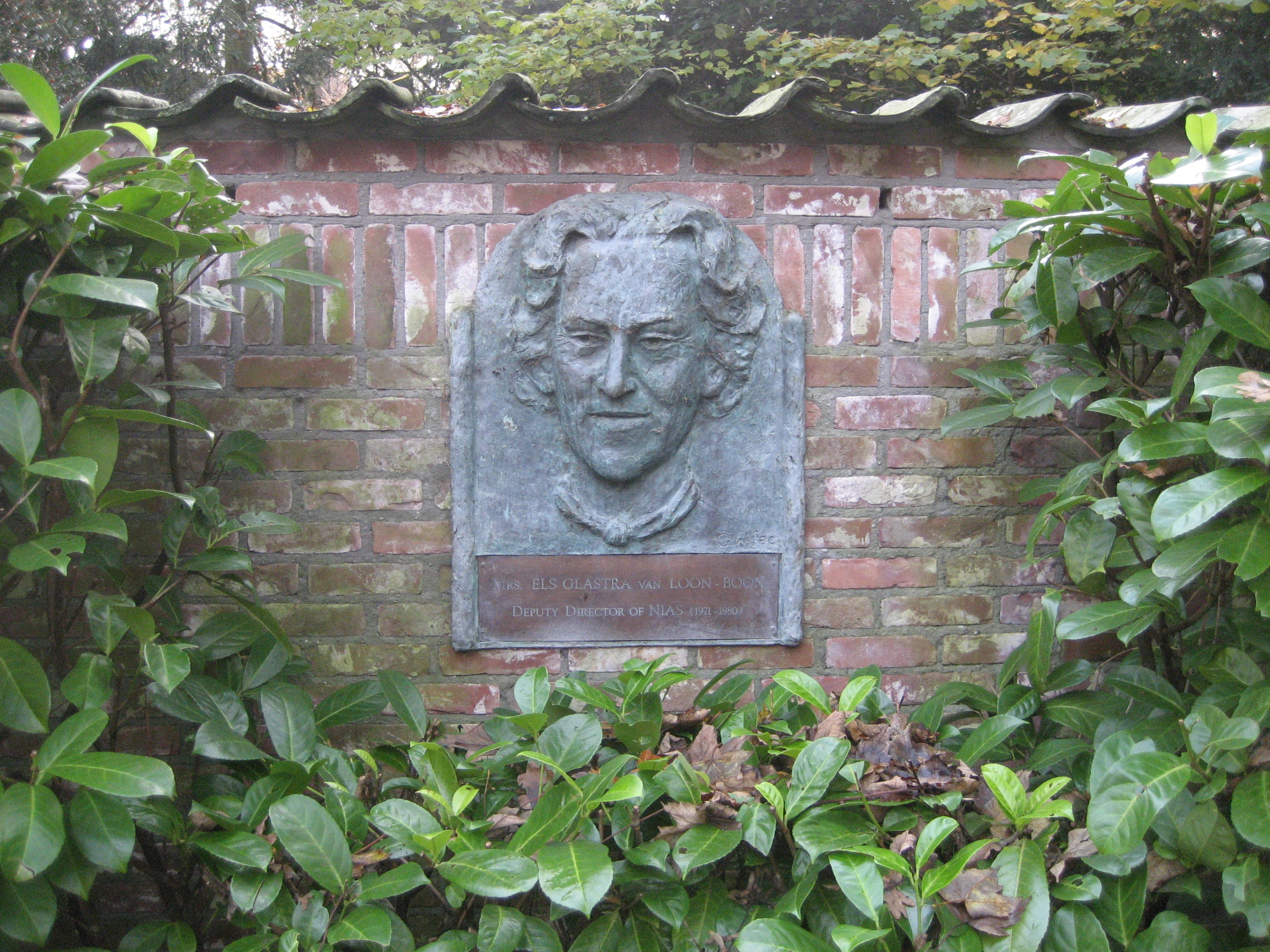
Els Boon
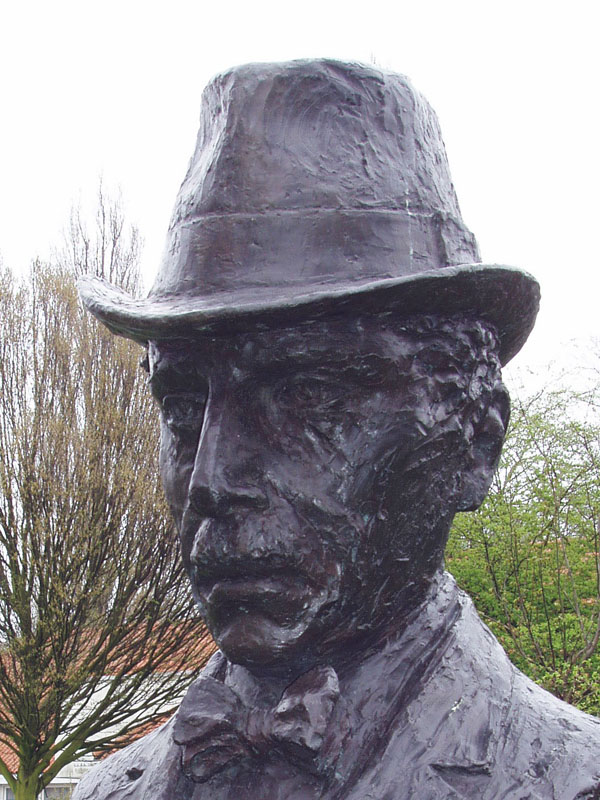
Arie Keppler
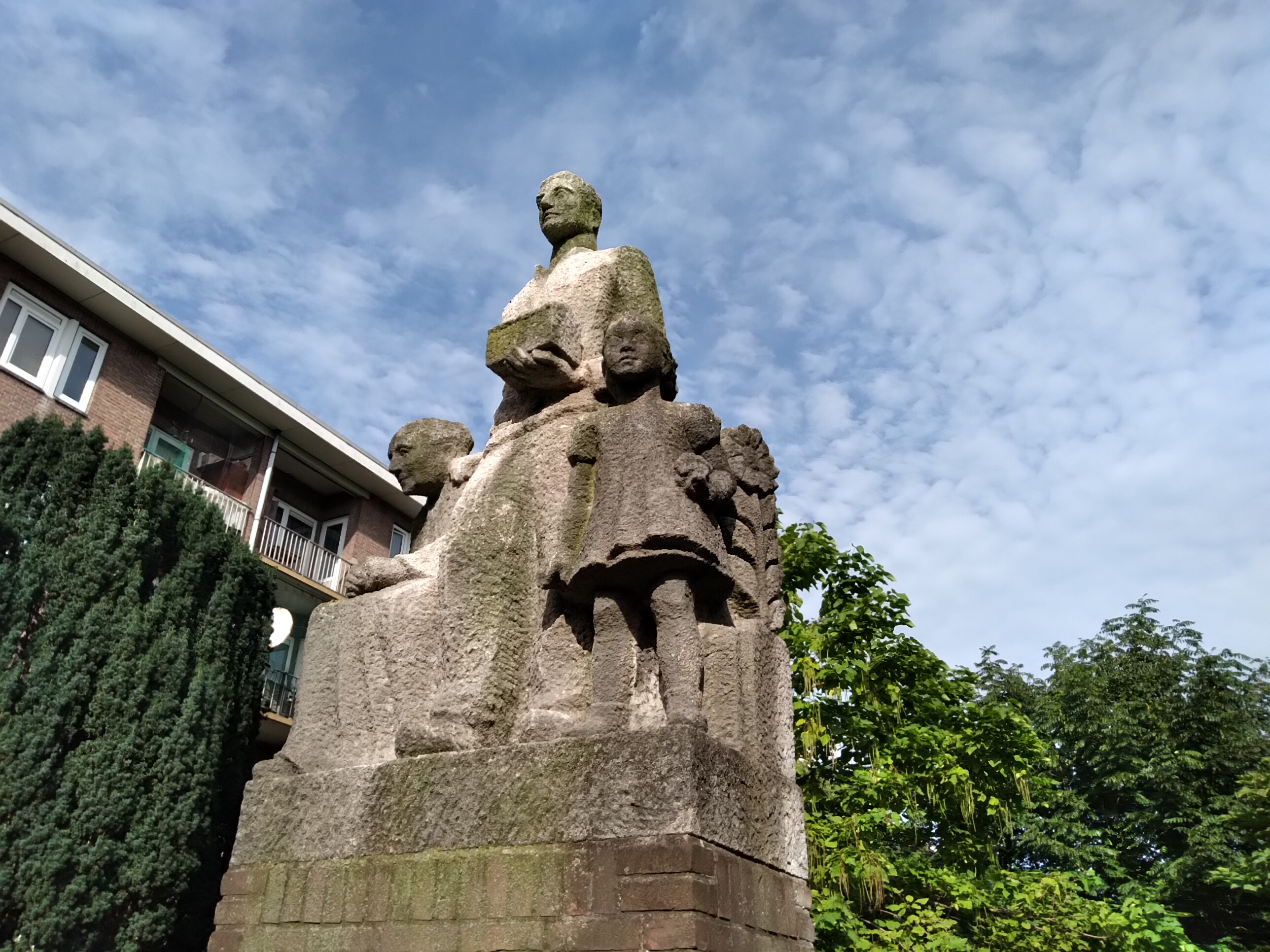
Kostwinner